# Kreis Hainichen
Der Kreis Hainichen war eine Verwaltungseinheit im Bezirk Karl-Marx-Stadt der DDR. Von 1990 bis 1994 bestand er als Landkreis Hainichen im Freistaat Sachsen fort. Sein Gebiet liegt heute im Landkreis Mittelsachsen. Der Sitz der Kreisverwaltung befand sich in Hainichen.

## Geographie

### Lage
Der Kreis Hainichen gehörte zum Bezirk Karl-Marx-Stadt und befand sich nordöstlich der Bezirkshauptstadt Karl-Marx-Stadt.

### Nachbarkreise
Der Kreis Hainichen grenzte im Uhrzeigersinn im Norden beginnend an die Kreise Döbeln, Meißen, Freiberg, Flöha, Karl-Marx-Stadt-Land (bis 1953 und ab 1990 Chemnitz-Land) und Rochlitz.

## Geschichte
Der Kreis Hainichen entstand am 25. Juli 1952 im Rahmen der Auflösung der Länder und Bildung von 14 Bezirken der DDR. Er hatte als komplette Neugründung keine Verwaltungseinheit als Vorgänger. Geschaffen wurde der neue Kreis aus Teilen der bis dahin bestehenden Landkreise Rochlitz, Döbeln und Flöha, die in etwa den vorherigen namensgleichen Amtshauptmannschaften entsprachen. Kreisstadt wurde Hainichen.
Folgende 49 Gemeinden bildeten den neuen Kreis Hainichen:
- 26 aus dem alten Landkreis Döbeln:

Arnsdorf, Beerwalde, Berbersdorf, Böhrigen, Cunnersdorf, Dittersdorf, Ehrenberg, Etzdorf, Falkenau, Gersdorf, Goßberg, Greifendorf, Grunau, Grünlichtenberg, Hainichen, Höckendorf bei Waldheim, Höfchen, Kaltofen, Kriebethal, Marbach, Mobendorf, Moosheim, Naundorf bei Roßwein, Pappendorf, Reichenbach und Schlegel
- 9 aus dem alten Landkreis Flöha:

Bockendorf, Dittersbach, Eulendorf, Frankenberg/Sa., Irbersdorf, Langenstriegis, Merzdorf, Riechberg, Sachsenburg
- 1 aus dem alten Landkreis Freiberg:

Bräunsdorf b. Freiberg
- 13 aus dem alten Landkreis Rochlitz:

Altmittweida, Erlebach, Hermsdorf b. Mittweida, Krumbach bei Mittweida, Lauenhain, Mittweida, Ottendorf b. Mittweida, Ringethal, Rossau, Schönborn-Dreiwerden, Seifersbach, Tanneberg und Zschöppichen.
Am 4. Dezember 1952 wurde die neue Kreiseinteilung nachträglich korrigiert. Grunau wurde in den Kreis Döbeln umgegliedert und Bräunsdorf b. Freiberg in den Kreis Freiberg. Gleichzeitig wechselte die Gemeinde Gunnersdorf vom Kreis Flöha in den Kreis Hainichen. Am 1. Januar 1967 erfolgte die Umgliederung von Merzdorf in den Kreis Karl-Marx-Stadt-Land und gleichzeitig die Eingliederung in die Gemeinde Niederlichtenau.
Am 17. Mai 1990 wurde der Kreis in Landkreis Hainichen umbenannt. Von 1990 bis 1994 war er eine Verwaltungseinheit des Freistaats Sachsen. Am 1. August 1994 erfolgte eine Zusammenlegung mit dem Landkreis Rochlitz, Teilen des Landkreises Chemnitz sowie mit einigen Gemeinden der ehemaligen Landkreise Geithain und Flöha zum Landkreis Mittweida.

## Gemeindegebietsänderungen in chronologischer Reihenfolge
Durch Gemeindegebietsänderungen und Umgliederungen über Kreisgrenzen hinweg schrumpfte die Zahl der Gemeinden von anfänglich 49 auf 16 am Tag seiner Auflösung:
- 1. Januar 1961 – Eingliederung von Gunnersdorf in die Stadt Frankenberg
- 1. Januar 1967 – Eingliederung von Merzdorf in Niederlichtenau
- 1. Juli 1973 – Eingliederung von Zschöppichen in die Stadt Mittweida
- 1. Januar 1974 – Eingliederung von Kaltofen in Pappendorf
- 1. Januar 1979 – Eingliederung von Falkenau in Gersdorf
- 1. Oktober 1992 – Zusammenschluss von Sachsenburg und Irbersdorf zu Sachsenburg-Irbersdorf
- 1. Oktober 1992 – Zusammenschluss von Schönborn-Dreiwerden und Seifersbach zu Schönborn-Dreiwerden-Seifersbach
- 1. Januar 1994 – Eingliederung von Beerwalde in Erlau (statistisch zum 1. Januar 1994, politisch zum 1. März 1994), damit Ausgliederung von Beerwalde aus dem Kreis Hainichen und Eingliederung in den Kreis Rochlitz
- 1. Januar 1994 – Eingliederung von Bockendorf, Cunnersdorf, Eulendorf, Gersdorf, Riechberg in die Stadt Hainichen
- 1. Januar 1994 – Eingliederung von Hermsdorf b. Mittweida, Moosheim in Rossau
- 1. Januar 1994 – Eingliederung von Ringethal in die Stadt Mittweida
- 1. Januar 1994 – Zusammenschluss von Arnsdorf. Böhrigen. Dittersdorf, Etzdorf, Marbach und Naundorf b. Roßwein zu Tiefenbach
- 1. Januar 1994 – Zusammenschluss von Berbersdorf, Goßberg, Mobendorf und Pappendort zu Striegisthal
- 1. Januar 1994 – Zusammenschluss von Lauenhain und Tanneberg zu Lauenhain-Tanneberg
- 1. Januar 1994 – Zusammenschluss von Ehrenberg, Höfchen und Kriebethal zu Kriebstein
- 1. Januar 1994 – Zusammenschluss von Niederlichtenau und Oberlichtenau zu Lichtenau
- 1. März 1994 – Eingliederung von Erlebach in Kriebstein
- 1. März 1994 – Eingliederung von Greifendorf in Rossau
- 1. März 1994 – Eingliederung von Höckendorf b. Waldheim in Grünlichtenberg
- 1. März 1994 – Eingliederung von Langenstriegis in die Stadt Frankenberg[1]

## Bevölkerungsdaten
Bevölkerungsübersicht aller 43 Gemeinden des Kreises, die 1990 in das wiedergegründete Land Sachsen kamen.
| AGS      | Gemeinde                | Einwohner  | Einwohner  | Fläche |
| AGS      | Gemeinde                | 03.10.1990 | 31.12.1990 | in ha  |
| 14032010 | Altmittweida            | 1.937      | 1.924      | 1.407  |
| 14032020 | Arnsdorf                | 363        | 354        | 415    |
| 14032030 | Beerwalde               | 259        | 258        | 245    |
| 14032040 | Berbersdorf             | 769        | 761        | 1.080  |
| 14032050 | Bockendorf              | 342        | 337        | 731    |
| 14032060 | Böhrigen                | 887        | 873        | 528    |
| 14032070 | Cunnersdorf             | 288        | 285        | 561    |
| 14032080 | Dittersbach             | 660        | 648        | 1.080  |
| 14032090 | Dittersdorf             | 122        | 122        | 225    |
| 14032100 | Ehrenberg               | 529        | 523        | 603    |
| 14032110 | Erlebach                | 66         | 63         | 209    |
| 14032120 | Etzdorf                 | 1.058      | 1.043      | 1.304  |
| 14032130 | Eulendorf               | 164        | 158        | 404    |
| 14032150 | Frankenberg, Stadt      | 14.630     | 14.490     | 1.149  |
| 14032160 | Gersdorf                | 398        | 400        | 452    |
| 14032170 | Goßberg                 | 116        | 118        | 313    |
| 14032180 | Greifendorf             | 376        | 372        | 806    |
| 14032190 | Grünlichtenberg         | 648        | 640        | 898    |
| 14032200 | Hainichen, Stadt        | 8.983      | 9.149      | 2.025  |
| 14032210 | Hermsdorf b. Mittweida  | 218        | 217        | 394    |
| 14032220 | Höckendorf bei Waldheim | 119        | 118        | 233    |
| 14032230 | Höfchen                 | 221        | 228        | 495    |
| 14032240 | Irbersdorf              | 276        | 271        | 290    |
| 14032260 | Kriebethal              | 1.163      | 1.156      | 51     |
| 14032270 | Krumbach                | 306        | 307        | 433    |
| 14032280 | Langenstriegis          | 545        | 540        | 1.341  |
| 14032290 | Lauenhain               | 867        | 865        | 490    |
| 14032300 | Marbach                 | 1.460      | 1.459      | 1.636  |
| 14032310 | Mittweida, Stadt        | 17.287     | 17.163     | 1.470  |
| 14032320 | Mobendorf               | 430        | 421        | 866    |
| 14032330 | Moosheim                | 159        | 148        | 346    |
| 14032340 | Naundorf b. Roßwein     | 232        | 237        | 283    |
| 14032350 | Ottendorf b. Mittweida  | 1.337      | 1.330      | 1.129  |
| 14032360 | Pappendorf              | 733        | 722        | 1.061  |
| 14032370 | Reichenbach             | 264        | 257        | 611    |
| 14032380 | Riechberg               | 382        | 370        | 632    |
| 14032390 | Ringethal               | 539        | 533        | 464    |
| 14032400 | Rossau                  | 1.202      | 1.188      | 2.619  |
| 14032410 | Sachsenburg             | 693        | 674        | 619    |
| 14032420 | Schlegel                | 270        | 260        | 354    |
| 14032430 | Schönborn-Dreiwerden    | 1.164      | 1.163      | 622    |
| 14032440 | Seifersbach             | 598        | 599        | 542    |
| 14032450 | Tanneberg               | 297        | 295        | 431    |
| 14032000 | Landkreis Hainichen     | 63.357     | 63.039     | 31.845 |

## Politik
Landrat des Kreises Hainichen waren:
- Hans-Jürgen Merker (6. Mai 1990 bis 1. September 1992)
- Andreas Schramm (CDU) (2. September 1992 bis 31. Juli 1994)

## Kfz-Kennzeichen
Den Kraftfahrzeugen (mit Ausnahme der Motorräder) und Anhängern wurden von etwa 1974 bis Ende 1990 dreibuchstabige Unterscheidungszeichen, die mit dem Buchstabenpaar TH begannen, zugewiesen. Die letzte für Motorräder genutzte Kennzeichenserie war XT 30-01 bis XT 70-00.
Anfang 1991 erhielt der Landkreis das Unterscheidungszeichen HC. Es wurde bis zum 31. Dezember 1994 ausgegeben. Seit dem 9. November 2012 ist es im Landkreis Mittelsachsen erhältlich.